# ʿArafāt

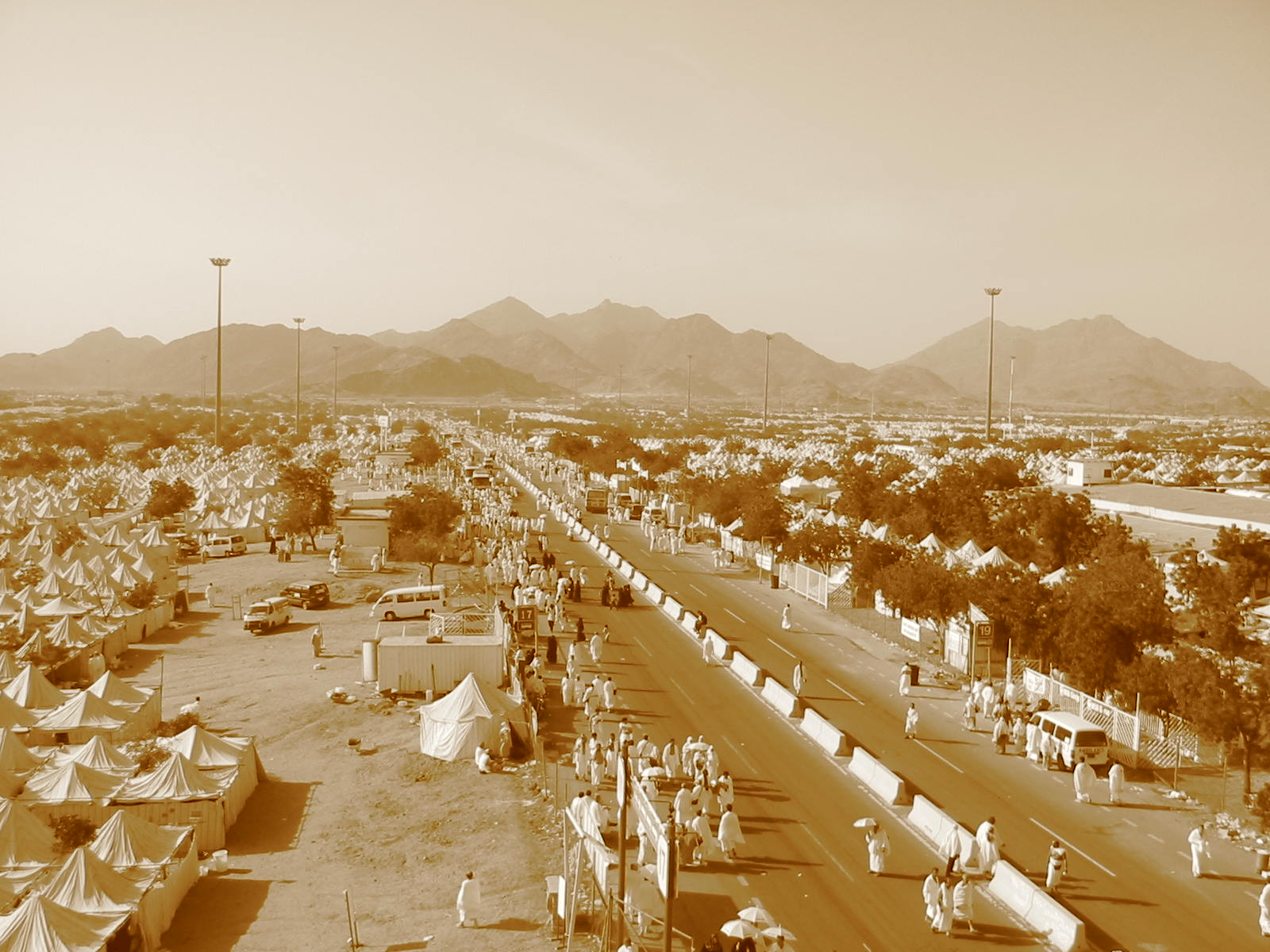
Arafat-Ebene zur Zeit des Haddsch

ʿArafāt (arabisch عرفات) ist eine Ebene rund 20 km südöstlich von Mekka, in der das zentrale Ritual der islamischen Haddsch-Wallfahrt stattfindet. Der Tag, der für dieses Ritual vorgesehen ist, der 9. Dhu l-hiddscha, wird  ʿArafa-Tag (يوم عرفة, DMG Yaum ʿArafa) genannt. Ohne die Teilnahme an der Verweilzeremonie (wuqūf) in ʿArafāt hat der Haddsch keine Gültigkeit.
Die Ebene von ʿArafāt hat eine Fläche von ungefähr 6,5 km in ost-westlicher Richtung und 11 bis 13 km in nord-südlicher Richtung. Am nordöstlichen Rand liegt der 61 m hohe Dschabal ar-Rahma („Berg der Barmherzigkeit“). Er wird auch ʿArafāt-Berg (جبل عرفات, DMG Ǧabal ʿArafāt) genannt. Um vor der Sonne Schutz zu geben, werden für den ʿArafa-Tag Zelte aufgeschlagen. Während dieses Tages befinden sich alle Pilger in dieser Ebene.

## Beschreibung des in ʿArafāt stattfindenden Rituals

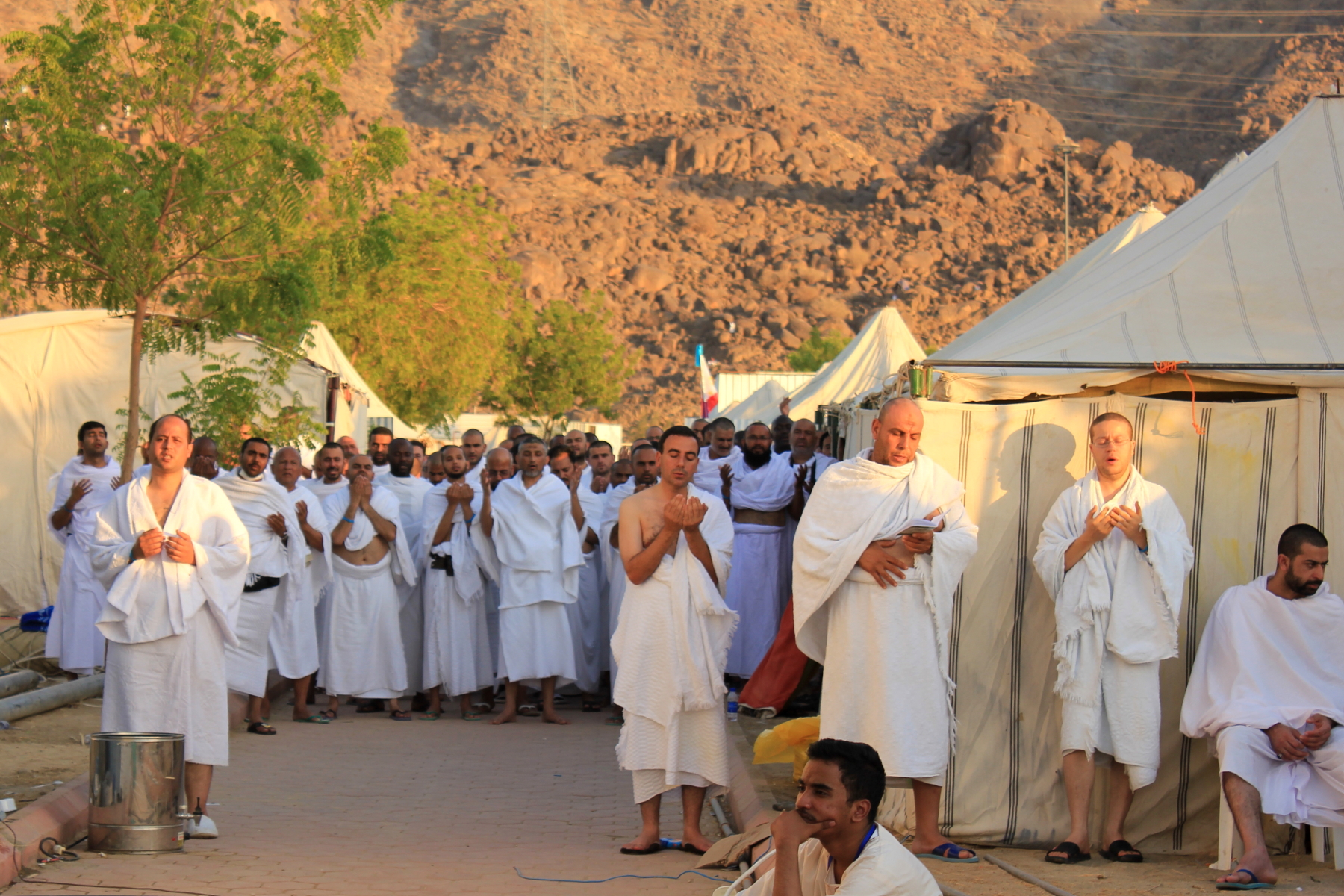
Haddsch-Pilger beim Wuqūf

Am Vormittag des 9. Dhū l-Hiddscha begeben sich die Pilger in ihrer Ihram-Kleidung in die ʿArafāt-Ebene und versammeln sich dort. Sobald die Sonne ihren höchsten Punkt überschritten hat, beginnt das zentrale Ereignis des Haddsch. Die Pilger verrichten das Mittags- und das Nachmittagsgebet zusammen und verweilen dann dort bis zum Sonnenuntergang. Diese Verweilzeremonie wird Wuqūf, im Sinne von „Stehen vor Gott“ genannt. Der Raum, in dem der Wuqūf ritualrechtlich zulässig ist, ist durch Grenzmale gekennzeichnet.
Am Anfang des Wuqūf hält ein bekannter islamischer Gelehrter eine zweiteilige Chutba und gedenkt dabei der Mohammeds Abschiedspredigt, die er kurz vor seinem Tod an dieser Stelle hielt. Die Pilger rezitieren während dieser Zeremonie Koranverse, sprechen Segenswünsche über den Propheten und sprechen Bittgebete und die Talbiya. Kurz nach Sonnenuntergang beginnt die sogenannte Ifāda, das „Ausströmen“. Hierbei eilen die Pilger aus der Ebene in Richtung des Tales Muzdalifa, das auf halber Strecke zwischen ʿArafāt und Mekka liegt. In Muzdalifa beenden die Pilger die Ifāda und verrichten zum Abschluss des Tages Abend- und Nachtgebet zusammen. Das Zusammenziehen von jeweils zwei Gebeten am Mittag und nach Sonnenuntergang  ist eine Besonderheit des ʿArafa-Tages. Auf die Ifāda und das anschließende Gebet in Muzdalifa bezieht sich die folgende Passage in Sure 2:198: „Wenn ihr die Ifāda von ʿArafāt aus vollzogen habt, dann gedenket Gottes bei der Heiligen Kultstätte!“
Einige Muslime fasten auch am ʿArafa-Tag. Umstritten ist, ob dieses Fasten als Sunna vorgeschrieben oder als eine freiwillige Handlung zu betrachten ist; im Koran liegt dazu keine entsprechende Anweisung vor.

## Geschichte

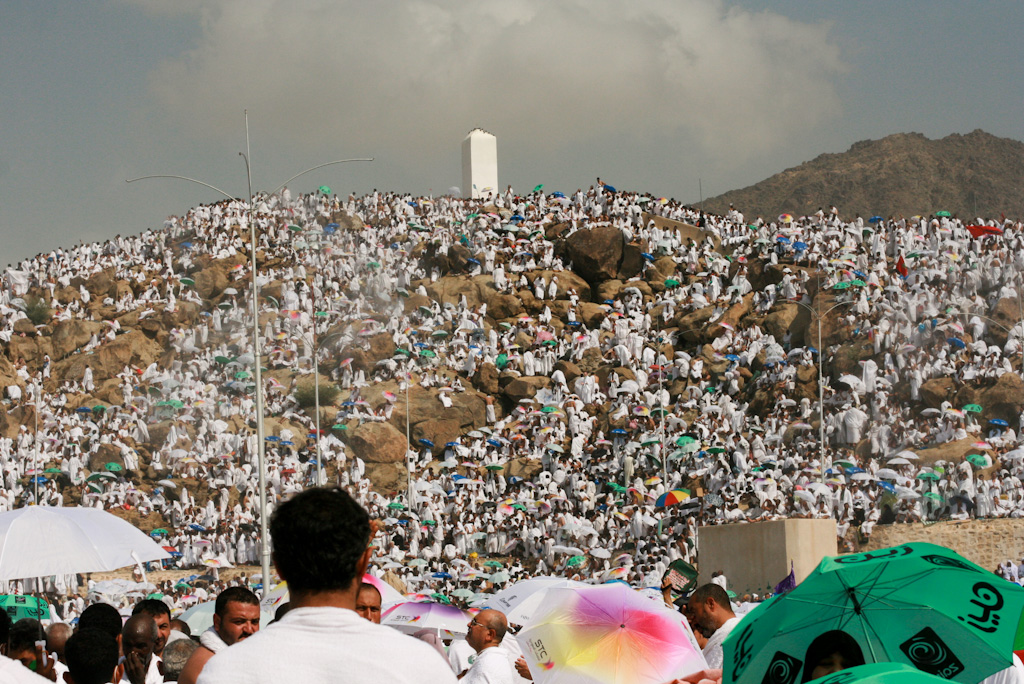
Pilger am Dschabal ar-Rahma beim Haddsch des Jahres 2009

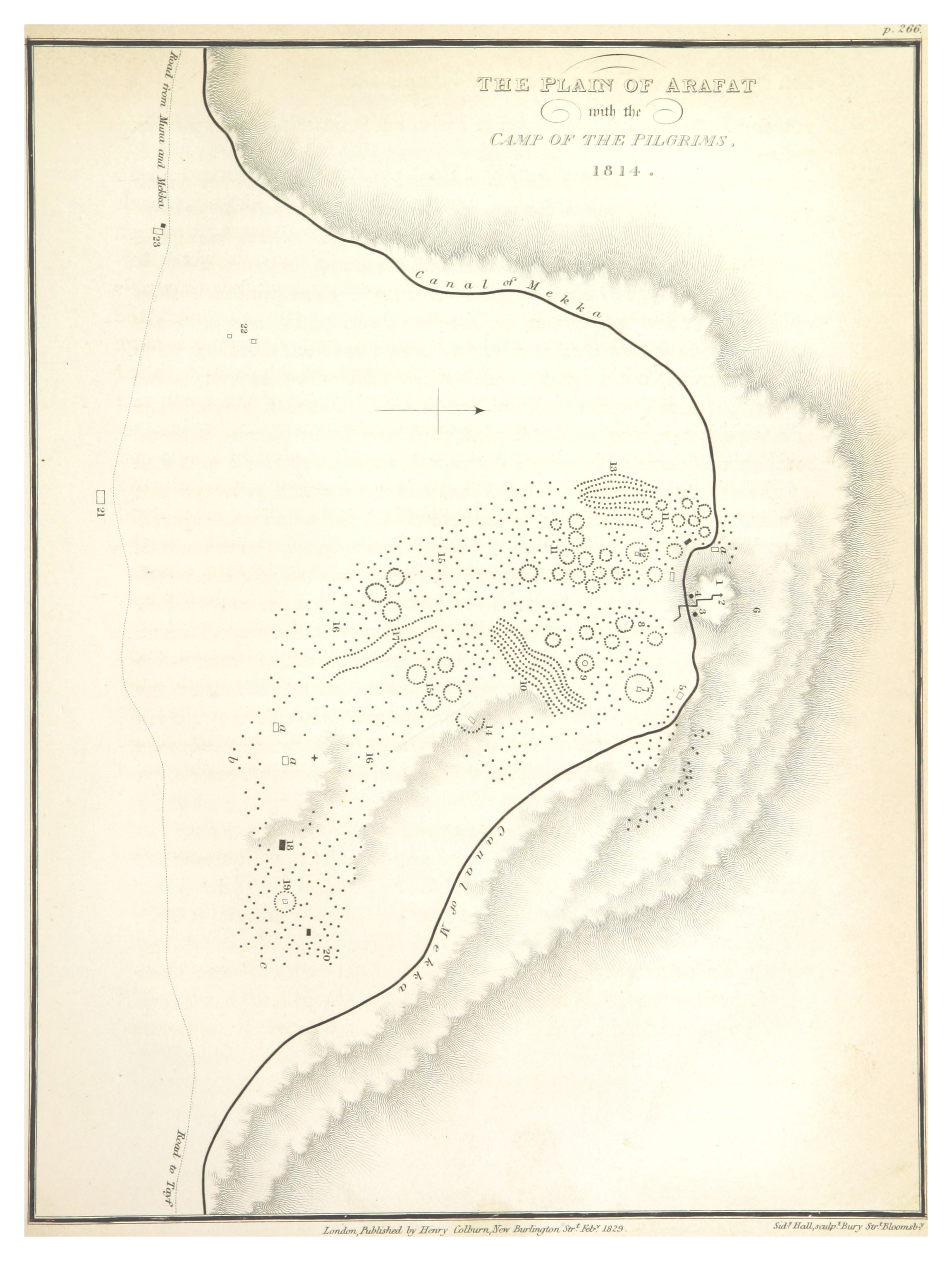
Plan der Ebene ʿArafāt von John Lewis Burckhardt (1814)

Der Wuqūf am ʿArafa-Tag hat vorislamische Ursprünge. Er bildete im alten Arabien das Abschlussritual der jährlichen Märkte von ʿUkāz, Dhū l-Madschāz und Madschanna, die in den heiligen Monaten in der Nähe von ʿArafāt stattfanden. Nach der Einnahme von Mekka durch die Muslime wurde das Ritual islamisiert. Bei der sogenannten Abschiedswallfahrt kurz vor seinem Tode im Jahre 632 hielt Mohammed in der ʿArafāt-Ebene eine Rede und legte dabei auch die Regeln für das Ritual fest.
Der islamischen Tradition zufolge ist Sure 5, Vers 3 an dieser Stelle offenbart und von Mohammed vorgetragen worden: „Heute habe ich euch eure Religion vervollständigt (so daß nichts mehr daran fehlt) und meine Gnade an euch vollendet, und ich bin damit zufrieden, daß ihr den Islam als Religion habt.“
Die Grenzen des Gebietes von ʿArafāt wurden im 8. Jahrhundert im Fiqh geographisch fixiert. Im 12. Jahrhundert errichtete der zengidische Wesir Dschamāl ad-Dīn al-Isfahānī (gest. 1164) auf dem Dschabal ar-Rahma eine Moschee und legte eine Treppe an, die zu ihr hinaufführte. Außerdem baute er eine unterirdische Wasserleitung, die die ʿArafāt-Ebene während der Tage des Haddsch mit Wasser versorgte. Diese ʿAin ʿArafāt genannte Leitung wurde in den folgenden Jahrhunderten immer wieder repariert und in den 1560er Jahren nach Mekka verlängert.